# سنترال مانيتولين
سنترال مانيتولين (بالإنجليزية: Central Manitoulin) هي بلدية ريفية تقع في مقاطعة مانيتولين بمقاطعة أونتاريو، كندا. تقع البلدة في جزيرة مانيتولين، وهي واحدة من أكبر الجزر الواقعة في المياه العذبة في العالم.

## التأسيس
تأسست بلدية سنترال مانيتولين في 1 مايو 1998 من خلال دمج بلدية كارنارفون (Carnarvon Township) مع بلدة ساندفيلد غير المنظمة إداريًا (Sandfield).

## الخلفية التاريخية
كانت بلدية كارنارفون قد تأسست في عام 1871، وسُمّيت على اسم النبيل البريطاني هنري هربرت، الإيرل الرابع لكارنارفون (Henry Herbert, 4th Earl of Carnarvon)، الذي كان يشغل منصب وزير المستعمرات البريطاني آنذاك.

## الجغرافيا
تغطي البلدية جزءًا مركزيًا من جزيرة مانيتولين، وتضم عددًا من القرى الصغيرة والمجتمعات الريفية مثل Mindemoya، وProvidence Bay، وBig Lake. وتتميز المنطقة بمناظر طبيعية خلابة، وتعد وجهة سياحية شهيرة خاصة خلال فصل الصيف.

## الاقتصاد والخدمات
يعتمد الاقتصاد المحلي على السياحة والزراعة وبعض الصناعات الخفيفة. كما توفر البلدية خدمات أساسية مثل المدارس، والمراكز الصحية، والطرق الريفية، بالإضافة إلى عدد من الفعاليات الثقافية السنوية التي تعزز الطابع المجتمعي للمكان.